# بوا ديه فيليون (كيبك)
بوا ديه فيليون، كيبك (بالإنجليزية: Bois-des-Filion)‏ هي مدينة كندية تقع في مقاطعة كيبك. تبلغ مساحة هذه المدينة 4.2801 (كم²)، ويبلغ عدد سكانها 8383 نسمة حسب إحصاء سنة 2006 م، بينما كان يسكنها 7712 نسمة في سنة 2001 م. تحتل هذه المدينة المرتبة رقم 447 بين مدن كندا حسب عدد السكان والمرتبة رقم 108 في المقاطعة. النمو سكاني في هذه المدينة يقدر بـ(8.7).

## وصلات خارجية
- الأطلس الحكومي لكندا
- إحصاءات كندا مع ساعة تعداد السكان نسخة محفوظة 23 مارس 2008 على موقع واي باك مشين.